# Odorheiu Secuiesc
Odorheiu Secuiesc (en húngaro: Székelyudvarhely; en alemán: Oderhellen o Hofmarkt) es una ciudad de Rumania en el distrito de Harghita.

## Geografía
Se encuentra a una altitud de 474 m s. n. m. a  km de la capital, Bucarest y está atravesada por el río Târnava Mare..

## Historia
La primera prueba de la existencia de la ciudad se remonta a 1301 con el nombre de Uduord. 
La ciudad fue eximida del pago de impuestos en 1558 por la Reina Isabel. 
En el año 1876 se convirtió en parte del Condado de Odorhei, que fue creado por la unión. 

## Demografía
Según estimación 2012 contaba con una población de 33 834 habitantes.
| 1948   | 1956   | 1966   | 1977   | 1992   | 2002   | 2012   |
| 10 366 | 14 162 | 18 244 | 28 738 | 39 959 | 36 948 | 33 834 |